# Uturuncu
Uturuncu es un volcán extinto de Bolivia, ubicado en la región del Altiplano andino. La actividad volcánica tuvo lugar durante la época del Pleistoceno y la última erupción fue hace 250 000 años. Uturuncu es un volcán inactivo pero no extinto, ya que presenta fumarolas activas, y ciertas medidas dan un informe que se eleva de 1 a 2 cm por año. Tiene 6008 metros de altura, dos picos, y consta de un complejo de domos de lava y flujos de lava con un volumen total estimado entre 50 y 85 km³. Tiene vestigios de una antigua glaciación, aunque actualmente no alberga glaciares. El término uturuncu significa «jaguar» en quechua.
Administrativamente se encuentra en el municipio de San Pablo de Lípez de la provincia de Sud Lípez en el departamento de Potosí, cerca de las lagunas de colores como la laguna Celeste, laguna Colorada y la laguna Verde. Con una altura de 6008 metros, Uturuncu es la montaña más alta del suroeste de Bolivia. Así mismo, es probablemente la montaña de casi 6.000 metros más fácil de alcanzar en el mundo debido a una pista que se acerca mucho (longitud restante para hacer a pie = 800 m, elevación 200m). El volcán se eleva dentro del complejo volcánico Altiplano-Puna, un complejo más grande de volcanes y calderas que en los últimos millones de años (ma) han emplazado alrededor de 10 .000 km³ de ignimbritas en erupciones a veces muy grandes. Debajo se encuentra el llamado cuerpo magmático Altiplano-Puna, un gran manto formado por rocas parcialmente fundidas.
El año 2016 bajo la superficie del Uturuncu fue descubierto un lago magmático que se encuentra a una profundidad de 15 kilómetros. Hoy en día, Uturuncu es un destino turístico.
El pasado 10 de mayo del 2025 se registró actividad volcánica del Uturuncu luego de 250.000 años, inicialmente por terremotos en la zona y las emisiones de gases, los científicos catalogaron al volcán como "volcán zombi" Aún así, ya se registraba actividad desde la década de 1990 que recién iniciaba a ser estudiada, aunque probablemente menor en comparación a este año 2025, por estas razones la comunidad internacional científica puso atención al Uturuncu y solicita un monitoreo y vigilancia continua, en el caso del crecimiento, en promedio, suele crecer en altura unos 1-2 cm al año debido al efecto nombrado como sombrero el cual se basa en qué el centro del volcán se eleva mientras las áreas circundantes se hunden en el proceso.
Sobre las causas actuales se dice que se debe al efecto del movimiento de fluidos calientes y gases desde  el cuerpo magmático conocido como el "Altiplano-Puna" provocando que estos materiales asciendan mediante estructuras similares a chimeneas en acumulación de la superficie, no a lo que se pensaba de otra razón como los signos de agitación por la acumulación magma en un inicio.

## Geografía y geomorfología
Uturuncu se encuentra en el municipio de San Pablo de Lípez de la provincia de Sud Lípez en el suroeste de Bolivia, al sureste de la localidad de Quetena Chico y justo al noreste de la Reserva nacional de fauna andina Eduardo Abaroa en la Cordillera de Lípez. La región está casi deshabitada y el volcán era poco conocido hasta que se descubrió una deformación del suelo a gran escala a principios del siglo XXI. Desde entonces, el interés y la actividad científica han aumentado, incluida una misión de reconocimiento llevada a cabo por científicos en 2003, y se han llevado a cabo numerosos estudios geofísicos sobre el volcán. El volcán se ha utilizado para reconstruir la historia regional de la glaciación.
Fue ascendido por primera vez en 1955 por el geólogo y mineralogista Federico Ahlfeld, pero al igual que otros volcanes de la región de la Puna, es posible que los mineros y los habitantes nativos lo hayan ascendido antes. En la montaña, cerca de la cumbre, se encuentra una antigua mina de azufre llamada Uturuncu, considerada una de las más altas del mundo. Según se informa, contenía reservas de 50 millones de toneladas de mineral, compuesto principalmente de azufre con algo de rejalgar que se encuentra disperso entre depósitos de tefra y contiene grandes cantidades de arsénico. Un camino sinuoso que servía a la mina de azufre conduce a la montaña, y los caminos pasan a lo largo de las laderas norte, este y suroeste de Uturuncu.

### Estructura

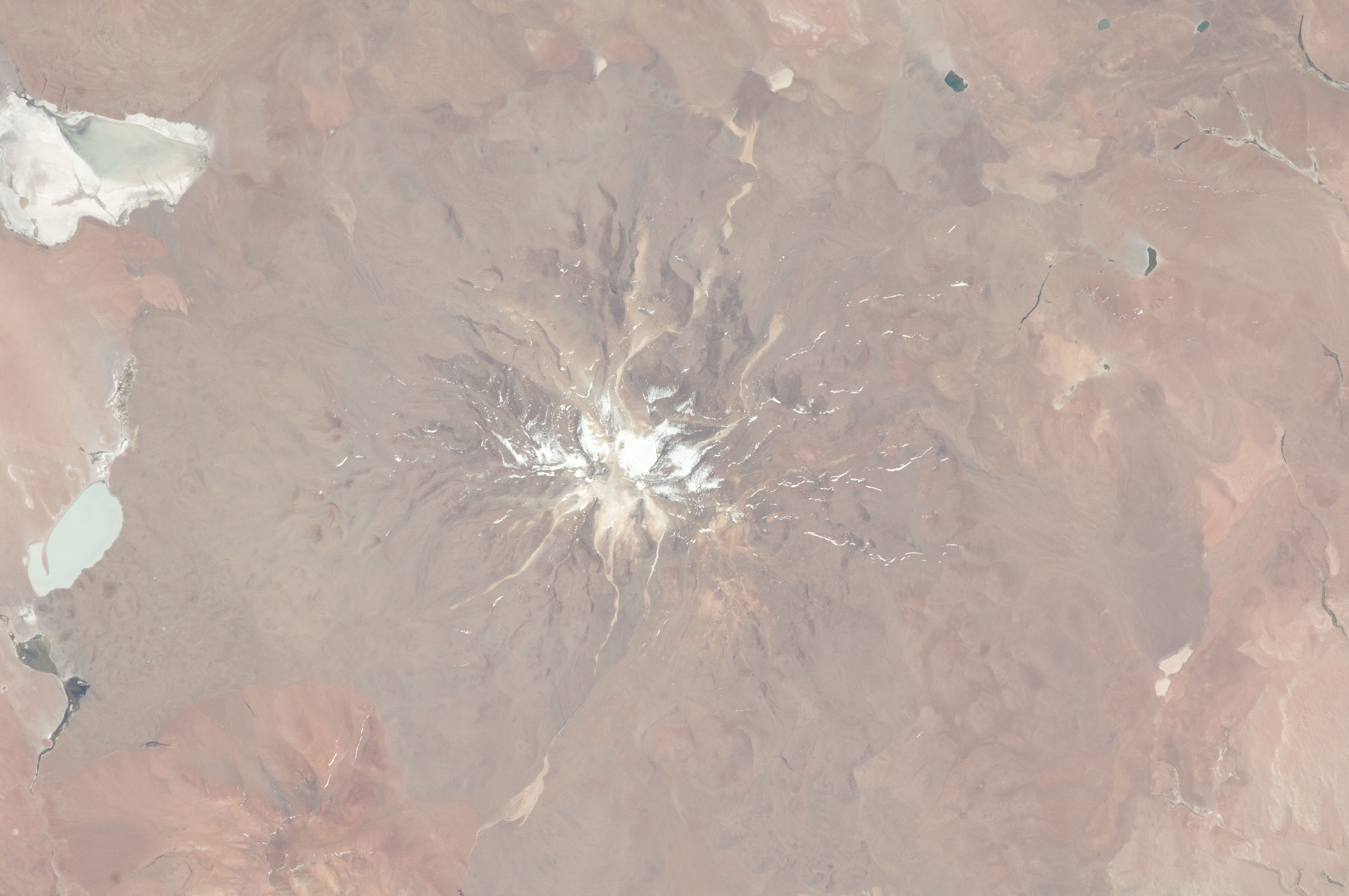
Vista satelita de Uturuncu, con la laguna Celeste a la izquierda.

Uturuncu es la montaña más alta del suroeste de Bolivia, con una altura de 6.008 metros sobre el nivel del mar. Así mismo, domina la geomorfología regional, se eleva entre 1.510 y 1.670 metros sobre el terreno circundante y presenta una buena vista de las montañas circundantes desde la cumbre. El volcán tiene dos picos, uno de 5.930 metros y el otro de 6.008 metros de altura. Uturuncu es un estratovolcán con restos de un cráter y está formado por domos de lava y flujos de lava que brotan de varios respiraderos en la parte central del volcán.
Alrededor de 105 flujos de lava se propagan hacia afuera desde el sector central del volcán, alcanzando longitudes de 15 kilómetros y presentando diques, crestas de flujo y frentes empinados y en bloques de más de 10 metros de espesor. El flujo de lava más al norte es conocido como Lomo Escapa y con una longitud de 9 km es el flujo de lava más grande en Uturuncu. Cinco domos de lava al sur, oeste y noroeste de la cumbre forman una alineación con tendencia noroeste-sureste que parece ser un sistema volcánico más antiguo, donde el domo más al sur tiene volúmenes de aproximadamente 1 km³ y el domo occidental tiene rastros de un gran colapso.
La amplia estructura del volcán cubre un área de unos 400 km² y tiene un volumen de 85 a 50 km³. Parece estar formado enteramente por flujos de lava y domos de lava, y si bien al principio se informó de la aparición de depósitos de flujo piroclástico, investigaciones posteriores no han encontrado ninguna evidencia de erupciones explosivas. Además de los depósitos volcánicos, también existen vestigios de glaciación que han suavizado las laderas del Uturuncu, así como aluviones y coluviones del Pleistoceno y Holoceno.

### Hidrología
Varias lagunas rodean Uturuncu. Mama Khumu se encuentra al pie oriental de Uturuncu y está bordeada por pendientes pronunciadas, la laguna Celeste se ubica al noreste de Uturuncu, la laguna Chojllas al sureste del volcán y la laguna Loromayu al sur. Las dos primeras lagunas reciben su afluencia del Uturuncu. Terrazas de playa, depósitos de tierra de diatomeas y antiguas costas son visibles alrededor de las lagunas. El río Grande de Lípez fluye a lo largo del pie occidental del volcán y recibe afluentes que se originan cerca del pie noreste de Uturuncu, finalmente desembocando en el Salar de Uyuni. Estos cursos de agua suelen estar confinados entre paredes escarpadas de lecho de roca y se caracterizan por lechos de grava, canales de anastomosis y humedales que se utilizan para criar llamas y ovejas.

## Geología

### Regional
La subducción hacia el este de la Placa de Nazca debajo de la Placa sudamericana ha generado tres cinturones volcánicos dentro de los Andes, incluida la Zona Volcánica Central, que se extiende por partes de Perú, Chile, Bolivia y Argentina e incluye Uturuncu. Además de Uturuncu, incluye alrededor de 69 volcanes del Holoceno en una región de alta elevación, como los volcanes potencialmente activos Irruputuncu, Olca-Paruma, Aucanquilcha, Ollagüe, Azufre, San Pedro, Putana, Sairecabur, Licancabur, Guayaques, Colachi y Acamarachi.

### Local
Uturuncu se formó a unos 100 kilómetros al este del frente volcánico principal de la Cordillera Occidental de Bolivia, en un terreno formado por varias rocas volcánicas y sedimentarias del Mioceno al Cuaternario. La región se caracteriza por el Altiplano andino, que alcanza una altura de 4.000 metros y sólo es superado en dimensiones por la Meseta tibetana.
Las ignimbritas Vilama (8,41 millones de años) y Guacha (5,65 millones de años) se encuentran debajo del volcán y afloran en el valle del río Quetena. Las lavas de Vilama (4 millones de años) se encuentran al suroeste de Uturuncu y están parcialmente enterradas por el volcán. La corteza de la región tiene unos 65 kilómetros de espesor.
La actividad volcánica en la zona ocurrió hace entre 15 y 10 millones de años. El Cerro San Antonio, un volcán del Mioceno con una cicatriz de colapso que se abre hacia el oeste, se encuentra justo al norte de Uturuncu. Otros volcanes de este a oeste en sentido antihorario son la caldera Cerro Panizos, Cerro Lípez, los volcanes Soniquera y Quetena, así como muchos más centros volcánicos menores. Muchos de ellos se formaron a lo largo de lineamientos con tendencia noroeste-sureste, como el lineamiento Lípez-Coranzuli y Pastos Grandes-Cojina que pasa por Uturuncu.

### Historia geológica
La historia geológica de la región es compleja. Después de que comenzó la subducción en el Jurásico, hace 26 millones de años, la ruptura de la Placa de Farallón en la Placa de Cocos y la Placa de Nazca fue acompañada por una mayor tasa de subducción y el inicio de la Orogenia andina. Este proceso de subducción implicó al principio un descenso relativamente plano de la Placa de Nazca hasta hace 12 Ma, después de lo cual se hizo más pronunciado. El complejo volcánico Altiplano-Puna se formó hace 10 Ma, con una erupción volcánica durante el Mioceno.
El complejo volcánico cubre un área de entre 50.000 kilómetros cuadrados y 70.000 kilómetros cuadrados del Altiplano-Puna en Argentina, Bolivia y Chile y está formado por una serie de calderas, volcanes compuestos y alrededor de 10.000 km³ de ignimbrita. Uturuncu se encuentra en su centro, pero a diferencia de la mayoría de los sistemas volcánicos circundantes, se ha caracterizado por erupciones explosivas, incluidas varias de las llamadas "supererupciones" con índices de explosividad volcánica de 8 en Cerro Guacha, La Pacana, Pastos Grandes y Vilama. Más de 50 volcanes en la región están potencialmente activos.
En los últimos dos Ma, las ignimbritas Laguna Colorada, El Tatio y Puripica Chico hicieron erupción en el terreno circundante. Las ignimbritas Atana (4 millones de años) y Pastos Grandes (3 millones de años) son otras ignimbritas grandes de la zona, mientras que la ignimbrita San Antonio (10,33 ± 0,64 millones de años) es menos denso.
El complejo volcánico Altiplano-Puna está sustentado a unos 20 km de profundidad por un amplio manto magmático donde las rocas están parcialmente fundidas, el cuerpo magmático Altiplano-Puna. Su existencia se ha establecido con diversas técnicas; se extiende sobre una superficie de 50.000 km² y tiene un volumen de unos 500.000 km³ con un espesor estimado entre 1 y 20 kilómetros; alrededor del 20-30% de su volumen es material fundido. Se le ha denominado el mayor depósito de magma en la corteza continental de la Tierra. El cuerpo magmático Altiplano-Puna es la fuente de magmas de muchos de los volcanes del complejo volcánico Altiplano-Puna.

### Composición y génesis del magma
Uturuncu ha hecho erupción de dacita (así como de andesita en forma de inclusiones dentro de la dacita). Las rocas son vesiculares o porfídicas y contienen fenocristales de biotita, clinopiroxeno, hornblenda, ilmenita, magnetita, ortopiroxeno, plagioclasa y cuarzo junto con apatita, monacita y zircón dentro de una masa fundamental de riolita, y definen un conjunto calco-alcalino rico en potasio. También se han encontrado xenolitos formados por gneis, rocas ígneas y noritas; los dos primeros parecen derivar de rocas encajonantes, mientras que el tercero es un subproducto del proceso de generación de magma. Además, se ha reportado la aparición de cúmulos, gabros, hornfels, calizas y areniscas como fases xenolíticas.
Los procesos de mezcla que involucran magmas más calientes o máficos jugaron un papel en la génesis de las rocas de Uturuncu, al igual que los procesos de cristalización fraccionada y la contaminación con rocas de la corteza terrestre. El origen de estos magmas parece estar relacionado con el cuerpo magmático Altiplano-Puna, que genera derretimientos a través de la diferenciación de magmas basálticos, primero en andesitas y luego en dacitas, antes de ser transferidos a la corteza poco profunda debajo de Uturuncu desde donde luego hizo erupción a través procesos dependientes de la flotabilidad. La composición del magma se ha mantenido estable a lo largo de la historia del volcán.

## Glaciación
En la actualidad, Uturuncu no presenta glaciares, sin embargo, en 1956 se informó de hielo perenne, en 1971 de restos de nieve, en 1994 de la existencia de campos de nieve esporádicos y la zona de la cumbre está ocasionalmente cubierta de hielo. En los flancos norte, este y sur de Uturuncu se pueden encontrar evidencias de glaciación pasada, como estrías glaciales, valles erosionados por glaciares, morrenas terminales y de recesión y roches moutonnées. La pasada glaciación de Uturuncu no fue extensa debido a sus flancos escarpados. Un valle en el flanco suroeste de Uturuncu ha sido objeto de estudios glaciológicos, que identificaron un antiguo glaciar que se originaba tanto en la cumbre como en un área aproximadamente 0,5 km al sur de la cumbre.
Este glaciar débilmente erosivo depositó cinco conjuntos de morrenas de hasta 5 metros de altura dentro del valle poco profundo; el más bajo de ellos se encuentra a una altitud de 4.800 a 4.850 metros y parece ser producto de un último máximo glacial temprano hace entre 65.000 y 37.000 años, antes que el último máximo glacial global. Posteriormente, no se produjo mucho retroceso hasta hace 18.000 años. Durante el Pleistoceno, la línea de nieve era aproximadamente entre 0,7 y 1,5 km más baja que en la actualidad.
Por el contrario, la más alta de estas morrenas tiene entre 16.000 y 14.000 años y se correlaciona con un avance glacial en el Altiplano que se ha relacionado con el crecimiento máximo del antiguo lago Tauca al norte de Uturuncu y un clima húmedo y frío asociado con el suceso Heinrich 1. Al mismo tiempo, hace entre 17.000 y 13.000 años, se formaron costas alrededor de los lagos que rodean Uturuncu, por lo que el lago Tauca pudo haber sido una fuente de humedad para Uturuncu. Hace 14.000 años, el glaciar retrocedió al mismo tiempo que el clima se calentó durante el calentamiento de Bolling-Allerod y la región se volvió más árida.

## Clima y vegetación
Hay poca información sobre la climatología local, pero la precipitación media anual es de unos 100 a 200 milímetros por año o incluso menos, y la mayor parte se origina en la cuenca del Amazonas hacia el este y cae durante diciembre, enero y febrero. Esta pequeña cantidad de precipitación no es adecuada para sostener los glaciares, aunque la cumbre de Uturuncu se encuentra por encima del nivel de congelación, pero es suficiente para generar una capa de nieve estacional en la montaña. Las temperaturas anuales en la región oscilan entre 0 y 5 °C y en 1963 se informó que la línea de nieve superaba los 5.900 metros de altura.
La vegetación regional es relativamente escasa en las elevaciones altas. Los árboles de queñua se encuentran en las laderas más bajas del volcán, alcanzando los 4 metros de altura y forman bosques. Se han utilizado como fuente de registros climáticos de los anillos de los árboles.

## Erupción histórica
Uturuncu estuvo activo durante el Pleistoceno. Una unidad inferior emplazada durante el Pleistoceno inferior y medio (hace 890.000 a 549.000 años) constituye la mayoría de los sectores periféricos del volcán, mientras que una unidad superior del Pleistoceno medio a superior (hace 427.000 a 271.000 años) forma su sector central y es menos extenso. Varias rocas han sido datadas mediante datación argón-argón y han evidenciado edades que oscilan entre 1.050.000 ± 5.000 y 250.000 ± 5.000 años. Se han obtenido fechas de hace 271.000 ± 26.000 años en el área de la cumbre, 250.000 ± 5.000 para el flujo de lava más reciente encontrado justo al sursureste de la cumbre y 544.000 años para el flujo de lava de Lomo Escapa, mientras que se han fechado las cúpulas de lava alineadas. tener entre 549.000 ± 3.000 y 1.041.000 ± 12.000 años. En total, Uturuncu estuvo activo durante unos 800.000 años.
Las erupciones volcánicas en Uturuncu fueron efusivas e implicaron la emisión de voluminosos flujos de lava (0.1 a 10 km³) entre pausas que duraron entre 50.000 y 180.000 años. La tasa media de erupción fue inferior a 60.000–270.000 m³ por año, mucho menos que la de otros volcanes riolíticos. No hay evidencia de grandes erupciones de ignimbrita ni de grandes colapsos de flancos, pero algunas lavas pueden haber interactuado con agua o hielo cuando entraron en erupción y, según se informa, se emplazaron sobre morrenas.

### Actividad holocena y fumarólica
No se han producido grandes erupciones efusivas desde la erupción de 250.000 ± 5.000, y no se han informado erupciones del Holoceno o recientes. Al principio se propuso que existían lavas posglaciares, pero la glaciación ha afectado a las coladas de lava más jóvenes. El volcán se considera extinto.

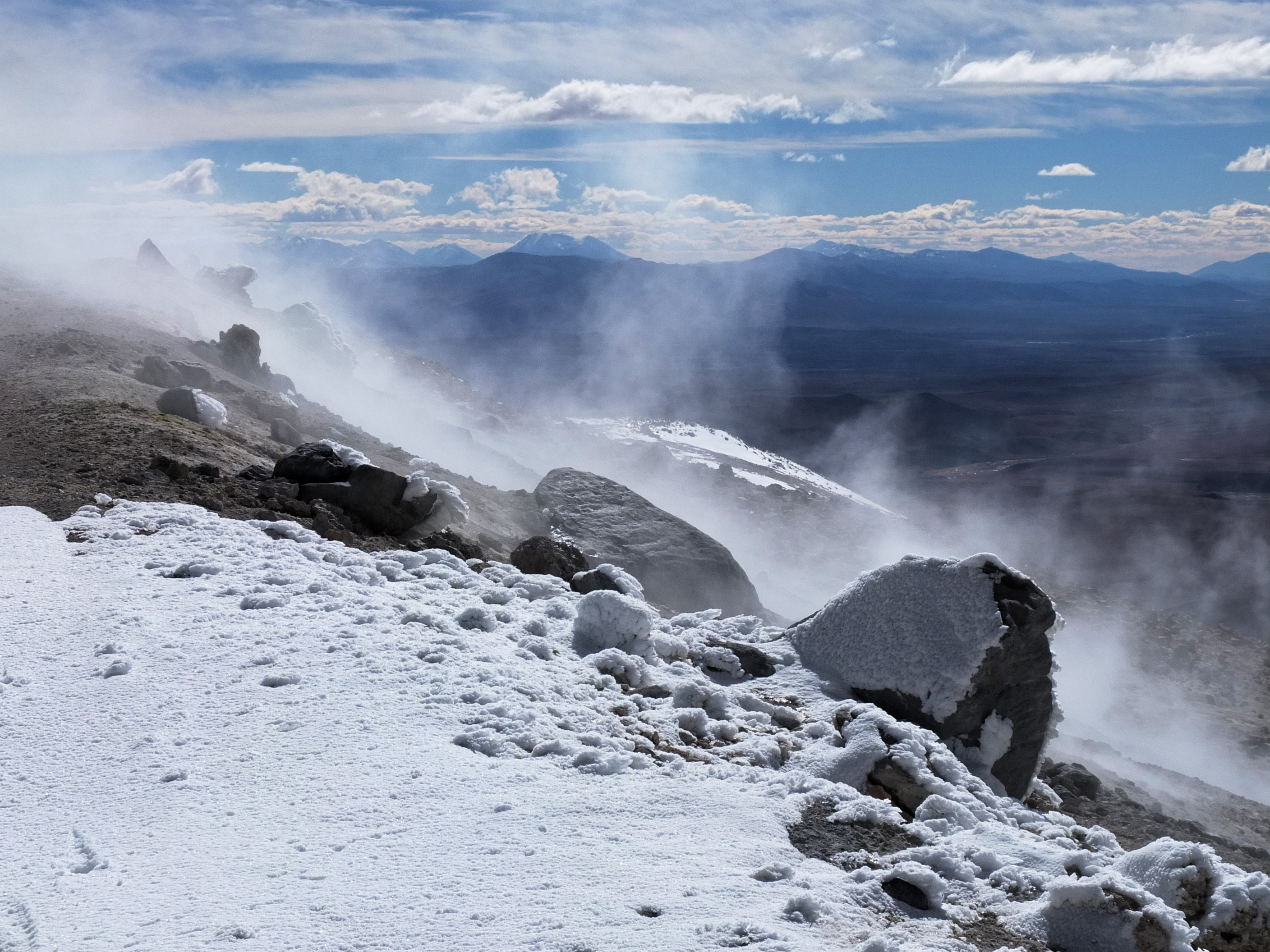
Fumarolas del Uturuncu.

Las fumarolas activas se encuentran en dos campos debajo de la cumbre, con una serie de pequeños respiraderos ubicados entre los dos picos de la cumbre, y sus emisiones de vapor son visibles desde una distancia cercana. Las fumarolas de la cumbre tienen temperaturas inferiores a los 80 °C. Sus gases contienen grandes cantidades de dióxido de carbono, agua y mayores cantidades de sulfuro de hidrógeno que dióxido de azufre, quizás debido a que este último se filtra mediante un sistema hidrotermal. Las fumarolas han emplazado abundante azufre y se ha observado silificación. Los satélites sobre Uturuncu han registrado anomalías de temperatura relativamente invariantes (puntos calientes) de aproximadamente 15 °C entre sus dos picos, las cuales se encuentran entre los campos de fumarolas más grandes visibles desde los satélites. Ya en 1956 se informó de la existencia de una intensa actividad fumarólica en la vertiente noroeste a 5.500 metros sobre el nivel del mar.
Un manantial en el flanco noroeste produce agua con temperaturas de 20 °C y puede ser idéntico al manantial del Campamento Mina Uturuncu, que en 1983 se informó que producía agua a 21 °C a un ritmo de 5-7 litros por segundo. Es probable la presencia de un sistema hidrotermal débil en Uturuncu, aunque probablemente a gran profundidad, considerando la baja temperatura y la naturaleza dispersa de la actividad fumarólica. Puede haber una cámara magmática poco profunda debajo del volcán, entre 1 y 3 kilómetros por debajo del nivel del mar.

## Amenazas recientes
Las imágenes de radar interferométricas de apertura sintética han descubierto que una región de unos 1.000 kilómetros cuadrados alrededor de Uturuncu se está elevando. Es posible que el levantamiento haya comenzado alrededor de 1965, pero se detectó por primera vez en 1992. Entre 1992 y 2006, el levantamiento ascendió a 1 o 2 centímetros por año en un área de 70 km de ancho, con variaciones estacionales. Hay cambios a más largo plazo en la tasa de elevación, como una aceleración temporal después de un terremoto en 1998, una desaceleración gradual que continúa después de 2017 o seguida de una aceleración a aproximadamente 9 milímetros por año en los pocos años anteriores a 2017, o una deformación constante entre 2010 y 2018. En 2023, el aumento todavía estaba en marcha. El cambio de volumen general entre 1992 y 2006 fue de aproximadamente 1 m³/s, con un cambio de volumen total de aproximadamente 0.4 km³, tasas típicas de las intrusiones en el complejo volcánico Altiplano-Puna y de las erupciones históricas de domos de lava, lo que podría reflejar una tasa a corto plazo.
La deformación se centra en un área a 5 kilómetros al oeste de la cumbre y es muy probable que sea de origen magmático dada la falta de un gran sistema hidrotermal en el volcán y la profundidad de la deformación. La forma de la estructura que se está deformando no se conoce bien, pero presumiblemente se encuentra a una profundidad de 15 a 20 km por debajo del nivel del mar.
El área de levantamiento está rodeada por una zona de subsidencia en forma de anillo, que ocurre a una tasa de 2 milímetros por año, con una anchura total del terreno deformado de aproximadamente 170 km, aunque no es claramente visible en todos los datos de InSAR. Este levantamiento y subsidencia conjunta ha sido denominado "patrón de sombrero" y la subsidencia puede reflejar una migración del magma ya sea lateral o ascendente. Se ha encontrado una segunda área de subsidencia superficial al sur de Uturuncu, que podría estar relacionada con cambios en un sistema hidrotermal cuando se drenaron salmueras subterráneas. Esta área puede haber comenzado a hundirse en 2014 y la deformación se detuvo en 2017.
La deformación probablemente es causada por la intrusión de magma en la corteza desde el cuerpo magmático del Altiplano-Puna, ocurriendo a un nivel inferior al donde se acumuló magma antes de erupciones pasadas de Uturuncu. Los cambios más recientes pueden ser una consecuencia del movimiento ascendente de fluidos, en lugar de procesos magmáticos. Se ha descrito como un diapiro ascendente, una intrusión en forma de placa o un plutón en crecimiento, aunque una teoría alternativa sostiene que el ascenso de volátiles a lo largo de una columna de magma que alcanza el cuerpo magmático del Altiplano-Puna es responsable de la deformación superficial; en ese caso, el levantamiento podría revertirse con el tiempo.
Este levantamiento superficial se ha observado en otros centros volcánicos de la Zona Volcánica Central, pero a escala global es inusual tanto por su larga duración como por su extensión espacial, y en el caso de Uturuncu demuestra la continua actividad del cuerpo magmático del Altiplano-Puna. No hay evidencia de un levantamiento neto en la geomorfología de la región, y los hallazgos en el terreno alrededor de Uturuncu indican que este levantamiento ciertamente comenzó hace menos de 1,000 años y probablemente también hace menos de 100 años. El levantamiento podría ser una deformación temporal del volcán que finalmente se desinfle con el tiempo, o el actual levantamiento podría estar apenas en su etapa inicial. El término "volcán zombi" se ha acuñado para describir volcanes como Uturuncu, que han estado inactivos durante mucho tiempo pero que están deformándose activamente.

### Sismicidad
Además, el volcán presenta una actividad sísmica persistente con ocasionales estallidos de mayor actividad; ocurren alrededor de tres o cuatro terremotos diarios en el volcán, y enjambres sísmicos que duran de minutos a horas con hasta 60 terremotos se producen varias veces al mes. Las intensidades de los terremotos alcanzan una magnitud de ML 3.7. La mayor parte de esta actividad sísmica ocurre debajo de la cumbre de Uturuncu, alrededor del nivel del mar, y algunos terremotos parecen estar relacionados con la tendencia tectónica noroeste-sureste de la región, aunque los enjambres sísmicos ocurren en varios grupos areales. Los terremotos están ausentes en el rango de profundidad del cuerpo magmático Altiplano-Puna, pero ocurren por debajo de este, lo que implica que está sustentado por una corteza frágil y fría. Es difícil estimar si existen tendencias a largo plazo en la actividad sísmica, ya que las técnicas de detección y reconocimiento de la actividad sísmica en Uturuncu han cambiado con el tiempo. Esta cantidad de actividad sísmica es grande en comparación con los volcanes vecinos y puede ser una consecuencia de la deformación, ya que el magma intrusivo presuriza y desestabiliza las fallas locales, además del ascenso de fluidos en fallas y grietas. Otros procesos que desencadenan actividad son grandes terremotos, como el terremoto de Maule de 2010, que causó un enjambre sísmico intenso en febrero de 2010.

### Estudios tomográficos
La imagen magnetotelúrica del volcán ha encontrado varias anomalías de alta conductividad debajo de Uturuncu, incluyendo un conductor amplio y profundo que se extiende hasta el arco volcánico al oeste y varios conductores más superficiales que ascienden desde el conductor profundo, el cual parece coincidir con el cuerpo magmático Altiplano-Puna. Los conductores superficiales parecen estar relacionados con volcanes locales como el respiradero de la laguna Colorada, pero también con Uturuncu; este último conductor se encuentra a una profundidad de 2-6 kilómetros, tiene menos de 10 kilómetros de ancho y puede consistir en roca fundida con fluidos acuosos salinos.
La tomografía sísmica ha encontrado una anomalía en forma de diente que comienza a una profundidad de 2 kilómetros y se extiende hasta más de 80 kilómetros de profundidad. Estructuras similares se han encontrado en otros volcanes y se explican por la presencia de magma, concentrándose la actividad sísmica en la parte superior de esta anomalía. Finalmente, los patrones de estrés tectónico delinean un anillo de 40-80 kilómetros de ancho que rodea el volcán y que puede ser propenso a fracturarse; dicho anillo podría constituir una futura vía para el transporte de magma o el margen de una futura caldera.

### Amenazas
Si la agitación en curso en Uturuncu es parte de un proceso benigno de crecimiento de un plutón o el preludio de una nueva erupción, e incluso de una erupción formadora de caldera, es aún en el año 2008 una pregunta abierta. Una gran erupción formadora de caldera podría tener consecuencias catastróficas a nivel mundial, como lo demostraron la erupción del Monte Tambora en Indonesia en 1815 y la erupción de Huaynaputina en Perú en 1600. Esta posibilidad ha atraído la atención de los medios internacionales y de la cultura popular, y la amenaza del volcán se representa en la película "Salt and Fire" de 2016. La evidencia no indica de manera inequívoca que una futura supererupción como los eventos pasados en la región sea posible, y no hay indicios de una erupción en un futuro cercano, pero existe la posibilidad de una erupción menor.